# Dvory nad Žitavou
Dvory nad Žitavou es un municipio del distrito de Nové Zámky en la región de Nitra, Eslovaquia, con una población estimada a final del año 2024 de 4979 habitantes.
Se encuentra ubicado al sur de la región, cerca de los ríos Nitra y Hron (cuenca hidrográfica del Danubio) y de la frontera con Hungría.

## Demografía
| Año        | 1994 | 2004    | 2014    | 2024    |
| ---------- | ---- | ------- | ------- | ------- |
| Población  | 5030 | 5110    | 5163    | 4979    |
| Diferencia |      | +1,59 % | +1,03 % | −3,56 % |

| Año        | 2023 | 2024    |
| ---------- | ---- | ------- |
| Población  | 4947 | 4979    |
| Diferencia |      | +0,64 % |